# Formel-1-Rennen ohne Weltmeisterschaftsstatus
Als Formel-1-Rennen ohne Weltmeisterschaftsstatus (im englischen Sprachgebrauch Non-Championship Races) bezeichnet man eine Reihe von Automobilrennen, die nach dem jeweils gültigen Reglement der Formel 1 ausgeschrieben waren. Sie zählten jedoch aus unterschiedlichen Gründen nicht als Läufe der FIA-Formel-1-Weltmeisterschaft und flossen demzufolge nicht in die jährliche Punktevergabe für Fahrer und Teams mit ein.
Der letzte Formel-1-Lauf ohne Weltmeisterschaftsstatus fand 1983 in Brands Hatch statt.

## Geschichte

### Hintergrund

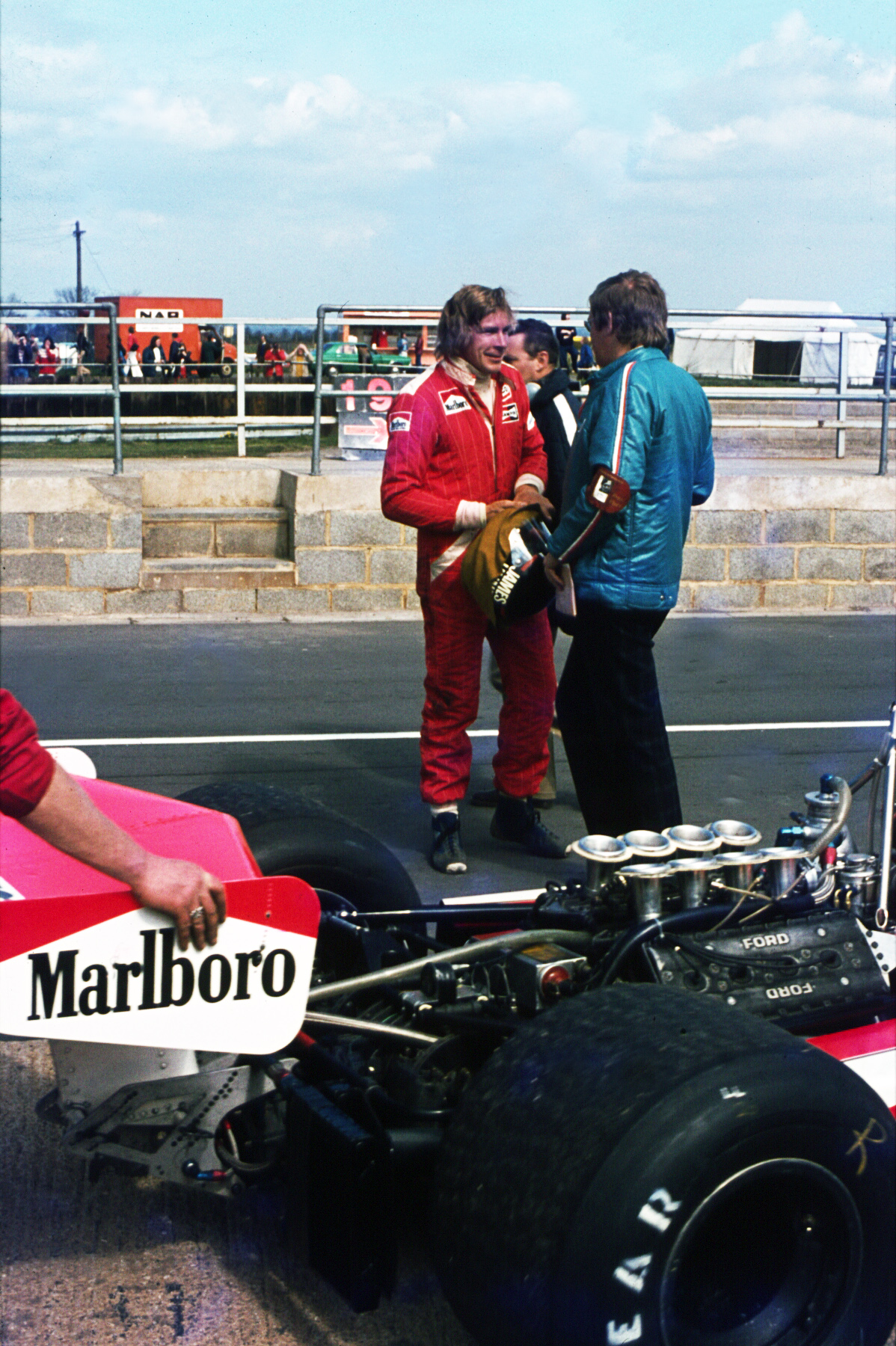
James Hunt beim Race of Champions 1976

In der Geschichte des Grand-Prix-Sports gab es neben den wenigen Hauptereignissen, den sogenannten Grandes Épreuves, von Beginn an pro Saison eine größere Zahl weiterer Rennen. Die Bandbreite erstreckte sich von rein nationalen Rennen mit Amateurcharakter bis hin zu traditionsreichen internationalen Großveranstaltungen, wie zum Beispiel dem Gran Premio di Tripoli, deren Bedeutung kaum hinter der der Grandes Épreuves zurückstand. Viele dieser Rennen wurden auch nach der sogenannten „Internationalen Rennformel“ – aus der ab 1948 die Formel 1 hervorging – ausgeschrieben, während andere Veranstalter eigene Regularien vorgaben. In Zeiten, in denen noch keine umfassende Liveübertragung im Fernsehen erfolgte, ermöglichte dies breiten Zuschauerkreisen auch in teilweise recht „abseits“ gelegenen Regionen, Grand-Prix-Rennwagen hautnah zu erleben. Daneben boten solche Veranstaltungen den Teams und Fahrern gute Gelegenheiten, zusätzliche Rennpraxis zu sammeln und neue Fahrzeuge oder Komponenten zu testen. Ferner stellten die – je nach Bedeutung der Rennen teilweise durchaus stattlichen – Start- und Preisgelder wichtige Zusatzeinnahmen insbesondere für die damals noch zahlreichen Privatfahrer dar.
Auch nach der Einführung der Automobil-Weltmeisterschaft im Jahr 1950, in die nur die Ergebnisse der Grandes Épreuves einflossen, wurden weiterhin zahlreiche solcher Veranstaltungen durchgeführt, die zwar dem Reglement der Formel 1 folgten, aber nicht zur Weltmeisterschaft zählten. In dieser Zeit wurden einige der traditionsreichen Rennen aus der Vorkriegszeit wie etwa der Gran Premio di Roma fortgeführt. Daneben gab es Versuche, regionale Formel-1-Rennen in der Provinz zu etablieren. Hierzu gehören beispielsweise Rennen im britischen Cornwall oder im französischen Département Haute-Garonne. Einzelne Veranstaltungen dienten der regionalen Strukturförderung oder verfolgten auch politische Zwecke wie der brasilianische Grande Prêmio Presidente Medici (1974).
Zeitweise hatten einige dieser Rennen außerdem den Zweck, dass neue Veranstalter, die einen Formel-1-Weltmeisterschaftslauf ausrichten wollten, der CSI als Aufsichtsbehörde ihre Tauglichkeit beweisen mussten, indem sie zunächst weltmeisterschaftsfreie Rennen organisierten. Das galt für die Großen Preise von Spanien 1967, in Argentinien 1971 und in Brasilien 1972. Von den Organisatoren des Großen Preises von Japan wurde vor der erstmaligen Austragung des Weltmeisterschaftslaufs 1976 allerdings kein Probelauf mehr gefordert.
Gelegentlich gab es auch sportpolitische Gründe dafür, dass ein Formel-1-Rennen keinen Weltmeisterschaftsstatus erhielt, so im Fall des Großen Preises von Spanien 1980: Er war anfänglich als Weltmeisterschaftslauf geplant. Allerdings wurde ihm nach der Durchführung der Weltmeisterschaftsstatus entzogen. Diese Entscheidung hatte ihre Gründe in einem Streit zwischen der FIA und der Formel-1-Konstrukteursvereinigung FOCA.
Ab Mitte der 1970er Jahre kam es zum Niedergang der WM-unabhängigen Rennen. Zunehmend drängten große Automobilhersteller als Motorenlieferanten für die Werksteams in die Formel 1 (beginnend mit Alfa Romeo, Renault und Honda); auch führten das immer lukrativere Sponsoring und steigende Erlöse aus den Fernsehübertragungen zu einem wachsenden Wohlstand der erfolgreichen Rennställe. Die Teams legten nun mehr Wert auf ausgedehnte, oft mehrtägige Testfahrten vor und während der Saison, wodurch die Bedeutung und das Prestige der WM-unabhängigen Rennen kontinuierlich abnahmen. Einzelne Veranstaltungen wurden auch vorrangig als Showevents angelegt, wie etwa der Große Preis von Dubai 1981. 1990 wurde ein Rennen in Donington Park für das Osterwochenende avisiert, aufgrund mangelnder Beteiligung jedoch kurzfristig wieder abgesagt.
Mehrere traditionelle Veranstaltungen, die anfänglich Formel-1-Rennen ohne Weltmeisterschaftsstatus gewesen waren, wurden ab der zweiten Hälfte der 1960er-Jahre nach dem Reglement der Formel 2 ausgeschrieben. Viele von ihnen waren danach regelmäßiger Bestandteil der Formel-2-Europameisterschaft. Hierzu gehörten unter anderem der Gran Premio di Roma und der Gran Premio del Mediterraneo in Italien, ferner der Grand Prix de Pau in Frankreich und die BRDC International Trophy in Großbritannien.

### Unterschiedliche Entwicklung in einzelnen Ländern

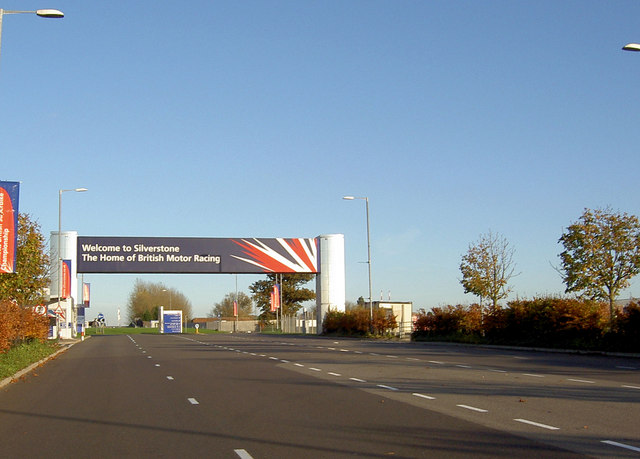
26-maliger Austragungsort der International Trophy: der Silverstone Circuit

Am weitesten verbreitet waren weltmeisterschaftsfreie Formel-1-Rennen in Großbritannien. Im ersten Jahr der Automobilweltmeisterschaft gab es allein hier acht verschiedene Formel-1-Rennen ohne Weltmeisterstatus, 1955 waren es 11. Von 1950 bis 1983 wurden hier annähernd 40 verschiedene Veranstaltungen ins Leben gerufen, von denen allerdings nur wenig zu mehreren Wiederholungen kamen. Die erfolgreichste Veranstaltung war die BRDC International Trophy des British Racing Drivers' Club in Silverstone, die auf insgesamt 26 Auflagen in Formel-1-Konfiguration kam. Das Race of Champions wurde fünfzehnmal durchgeführt, der International Gold Cup in Oulton Park vierzehnmal und die Glover Trophy zehnmal. Zahlreiche Rennen blieben allerdings einmalige Veranstaltungen. Das gilt etwa für den Scottish Grand Prix (1951), die International 2000 Guineas in Mallory Park (1962), den August Cup in Crystal Palace (1954) oder die Gunnar Nilsson Memorial Trophy in Donington Park (1979). Der bislang letzte weltmeisterschaftsfreie Formel-1-Lauf war die 14. Auflage des Race of Champions im Jahr 1983.
Ähnlich war die Lage in Italien. Ergänzend zum Großen Preis von Italien, der traditionsgemäß in Monza abgehalten wurde, gab es von 1950 bis 1979 13 verschiedene weltmeisterschaftsfreie Rennveranstaltungen nach dem Formel-1-Reglement. Am häufigsten wurde der Gran Premio di Siracusa in Sizilien ausgetragen; er kam auf 12 Auflagen, die angesichts der klimatischen Verhältnisse im Süden Italiens häufig die ersten Formel-1-Rennen in Europa darstellten. Der Gran Premio del Mediterraneo, der traditionsreiche Große Preis von Neapel und der Große Preis von Modena erfuhren jeweils vier Auflagen, das ebenfalls etablierte Rennen in Pescara und das in Bari je drei. Hinzu kamen diverse einzelne Veranstaltungen auf unterschiedlichen Kursen.

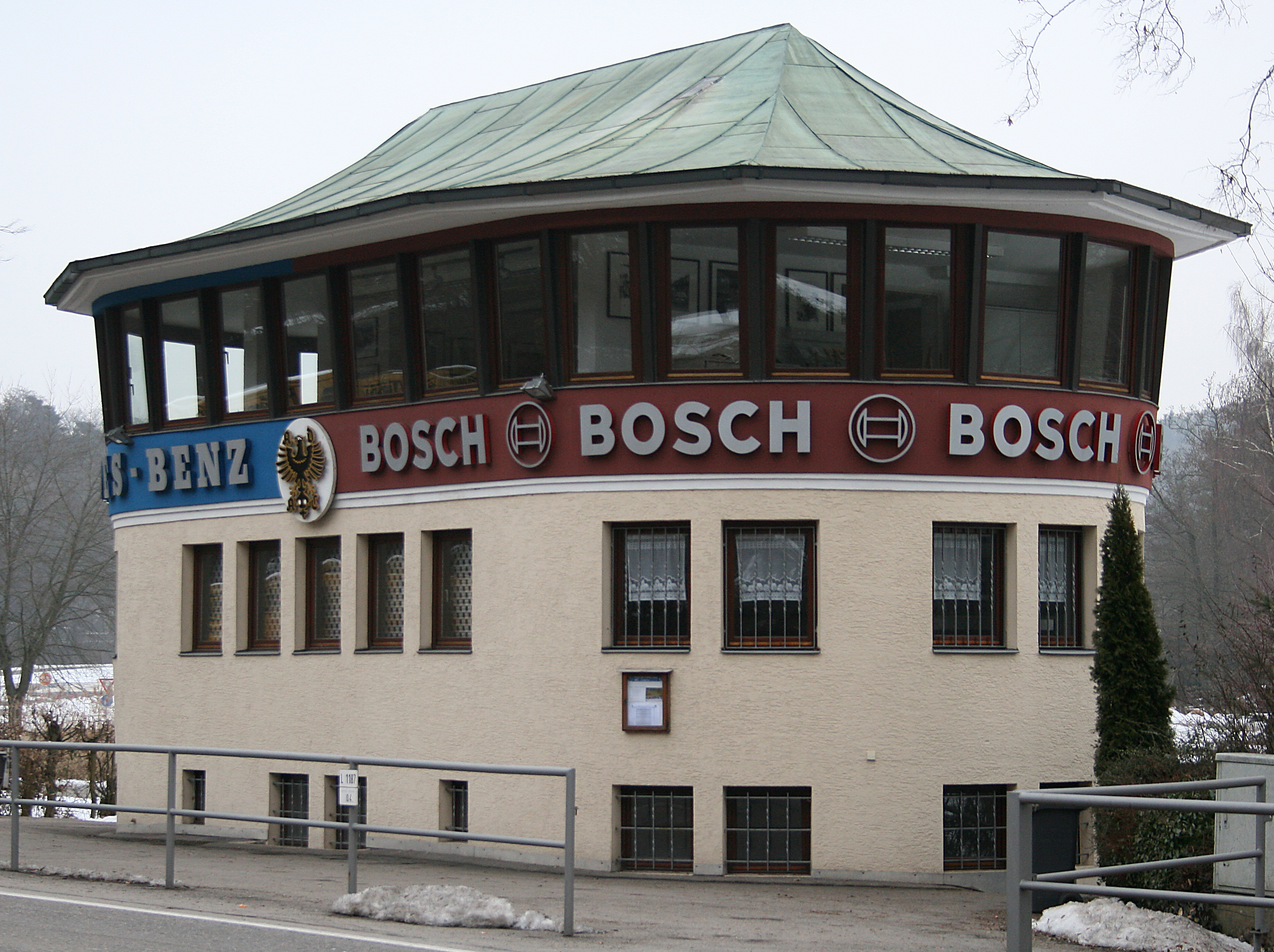
Start- und Zielturm der Solitude in Stuttgart

In der Bundesrepublik Deutschland gab es nur wenige weltmeisterschaftsfreie Formel-1-Rennen. In den frühen 1960er-Jahren wurde der Große Preis der Solitude in Stuttgart viermal ausgetragen; ansonsten blieb es bei einzelnen Rennen auf der Berliner AVUS oder auf dem Hockenheimring.
Im Laufe der Jahre gelang einigen Fahrern durch ihre Leistungen bei einem WM-unabhängigen Rennen der Durchbruch. Im April 1961 etwa schlug der bis dahin relativ unbekannte Giancarlo Baghetti beim Gran Premio di Siracusa die Konkurrenz. 1978 gewann Keke Rosberg im schwachen Theodore-Ford die BRDC International Trophy trotz starken Regens gegen die beiden Lotus-79-Piloten Mario Andretti und Ronnie Peterson, deren innovativer Wagen den Ground Effect nutzte.

### Nationale Meisterschaften
Eine Sonderrolle nahmen die nationalen Formel-1-Meisterschaften in Südafrika, Großbritannien, Australien und Neuseeland ein.

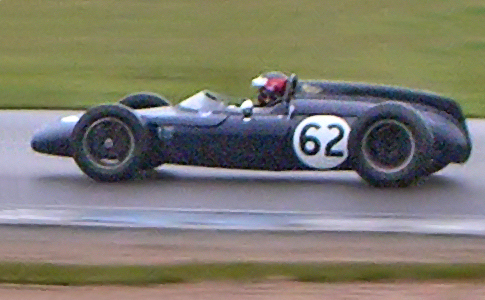
LDS Mark 1, eine Formel-1-Eigenkonstruktion speziell für die südafrikanische Meisterschaft

Die meisten Formel-1-Rennen ohne Weltmeisterschaftsstatus waren unabhängig organisierte Einzelrennen, die nicht in übergeordnete Strukturen zusammenhängender Wettbewerbsserien eingebunden waren. Anders verhielt es sich in Südafrika. Hier wurde von 1960 bis 1975 regelmäßig eine eigene Formel-1-Meisterschaft ausgetragen, zu der jährlich bis zu zehn Rennen auf Strecken in Südafrika, Rhodesien bzw. Südrhodesien und Mosambik gehörten. Das Regelwerk orientierte sich jeweils an dem der Formel 1, auch wenn die Bestimmungen meist nicht ganz exakt übernommen wurden. So waren bei den rein lokal ausgeschriebenen Rennen unter der 1,5-Liter-Formel zunächst nur Wagen mit Vierzylindermotoren teilnahmeberechtigt. Ab Ende der 1960er Jahre wurden dann auch Rennwagen der Formel 5000, wie auch der Formel 2 zugelassen.
Die Rennen wurden zumeist von Fahrern aus dem südlichen Afrika dominiert, die vielfach auch selbst konstruierte Fahrzeuge einsetzen. Einige der Rennen, die üblicherweise in der Zeit zwischen Ende Dezember und Anfang Januar stattfanden, wurden auch international ausgeschrieben, um für Teams und Fahrer Startmöglichkeiten zu bieten, die an der Formel-1-Weltmeisterschaft teilnahmen. Sie bestritten zu Beginn der 1960er-Jahre wiederholt zwei oder drei Läufe im Jahr in Südafrika, um bei guten klimatischen Verhältnissen vor Beginn der nächsten Weltmeisterschaftssaison ihr Material zu erproben. Mit Ausnahme des Großen Preises von Südafrika hatten diese Rennen jeweils keinen Weltmeisterschaftsstatus.
In Großbritannien etablierte sich daneben eine britische Formel-1-Meisterschaft, die auch unter der Bezeichnung Aurora-AFX-Formel-1-Serie bekannt wurde. In ihr traten überwiegend Fahrer an, die noch kein Cockpit in einem Weltmeisterschaftsteam erhalten hatten; sie konnten hier außerhalb der Weltmeisterschaftsläufe Rennpraxis mit Formel-1-Material gewinnen. Bei den in dieser Serie eingesetzten Fahrzeugen handelte es sich abgesehen vom eigens für diese Serien entwickelten March 781 üblicherweise um ältere Autos der Weltmeisterschaftsteams, die hier teilweise über mehrere Jahre als Gebrauchtwagen an den Start gebracht wurden. Mit Ausnahme von Theodore Racing und RAM Racing traten in der Aurora-AFX-Formel-1-Serie nur solche Teams an, die nicht auch in der Formel-1-Weltmeisterschaft engagiert waren. Die Aurora-AFX-Formel-1-Serie bestand von 1978 bis 1982.
Eine weitere Sonderrolle nahm die in Australien und Neuseeland ausgetragene Tasman-Serie ein: In den ersten beiden Jahren ihrer Austragung 1964 und 1965 wurde sie nach Formel-1-Reglement ausgetragen. Da die Rennen jeweils in schneller Folge Anfang eines Kalenderjahres zu einer Zeit ohne Formel-1-Weltmeistschaftsläufe stattfanden, lockte die technische Ähnlichkeit eine Anzahl internationaler Teilnehmer an den Start. So wurde die Rennserie mehrmals auch von den britischen Formel-1-Weltmeistern Jim Clark und Jackie Stewart gewonnen. Weitere prominente Formel-1-Piloten in der Tasman-Serie waren u. a. Bruce McLaren, Phil Hill, Graham Hill, Jack Brabham, Chris Amon, Denny Hulme, Pedro Rodríguez, Derek Bell, Piers Courage und Jochen Rindt. Den Wechsel der Formel 1 auf 3-Liter-Motoren zur Saison 1966 machte die Tasman-Serie jedoch nicht mit, sondern ließ ab dieser Zeit ein Hubraumvolumen von maximal 2,5 l zu. Dennoch blieb die Serie attraktiv und abseits davon der Formel 1 technisch ähnlich, sodass vielfach etablierte Formel-1-Fahrzeuge von Lotus, Brabham, BRM und McLaren mit hubraumreduzierten Varianten von Formel-1-Motoren zum Einsatz kamen, beispielsweise der aus dem Cosworth DFV abgeleitete DFW-Motor. Daneben wurden auch spezielle Entwicklungen wie der Ferrari 246 Tasman an den Start gebracht. Dennoch ließen über die Zeit aufgrund der gestiegenen Kosten für die Formel 1 die Anreize zur Teilnahme an der Tasman-Serie nach, sodass die Serie weniger attraktiv für europäische Hersteller und Fahrer wurde. Auch das Reglement entfernte sich daher von der Formel 1 und entsprach stattdessen ab 1971 dem der Formel 5000. Hiermit endeten die Gemeinsamkeiten, die Tasman-Serie wurde in dieser Form noch bis 1975 weitergeführt.

## Liste der Formel-1-Rennen ohne Meisterschaftsstatus
Die nachstehende Tabelle erfasst nur die Jahre, in denen die jeweiligen Rennen nach dem Formel-1-Reglement ausgeschrieben waren und zu keiner Meisterschaft gehörten. Weitere Auflagen, bei denen Fahrzeuge anderer Formeln zugelassen waren, werden hier nicht aufgeführt. Gleiches gilt für die Rennen der Jahre 1952 und 1953: In diesen Jahren war die Automobil-Weltmeisterschaft für Formel-2-Fahrzeuge ausgeschrieben. Nicht nur die Weltmeisterschaftsläufe, sondern auch nahezu alle Rennen ohne Weltmeisterschaftsstatus waren in diesen Jahren Formel-2-Rennen.
Nicht dargestellt werden außerdem die Rennen der Intercontinental Formula sowie die Rennen der nationalen Formel-1-Meisterschaften in Südafrika, Großbritannien, Australien und Neuseeland. Hierzu siehe die dortigen Hauptartikel.
| Land           | Veranstaltung                                             | Strecke                               | Jahr |
| -------------- | --------------------------------------------------------- | ------------------------------------- | --- |
| Argentinien    | Großer Preis von Argentinien                              | Autodromo Oscar Alfredo Gálvez        | 1971 |
| Belgien        | Grand Prix de Bruxelles                                   | Circuit du Heysel                     | 1961, 1962 |
| Brasilien      | Grande Prêmio da Cidade de Rio de Janeiro                 | Circuito da Gávea                     | 1952 (zweimal) |
| Brasilien      | Großer Preis von Brasilien                                | Autodrómo de Interlagos               | 1972 |
| Brasilien      | Grande Prêmio Presidente Medici                           | Autódromo Emílio Medici               | 1974 |
| BR Deutschland | Großer Preis der Solitude                                 | Solitude-Rennstrecke                  | 1961, 1962, 1963, 1964 |
| BR Deutschland | Großer Preis von Berlin                                   | AVUS                                  | 1954 |
| BR Deutschland | Rhein-Pokalrennen                                         | Hockenheimring                        | 1971 |
| Dänemark       | Grote Prijs van Danske                                    | Roskilde Ring                         | 1961, 1962 |
| Frankreich     | Circuit de l’Albigeois Grand Prix d’Albi                  | Circuit des Planques                  | 1950, 1951, 1955 |
| Frankreich     | Grand Prix de Cadours                                     | Circuit Automobile de Cadours-Laréole | 1954 |
| Frankreich     | Grand Prix de Bordeaux                                    | Circuit Bordeaux-Quinconces           | 1951, 1955 |
| Frankreich     | Grand Prix de Caen                                        | Circuit La Prairie                    | 1954, 1956, 1957, 1958 |
| Frankreich     | Grand Prix de la Marne Grand Prix de Reims                | Circuit de Reims-Gueux                | 1957, 1962 |
| Frankreich     | Grand Prix de Paris                                       | Montlhéry                             | 1950, 1951 |
| Frankreich     | Grand Prix de Pau                                         | Circuit de Pau-Ville                  | 1950, 1951, 1954, 1955, 1957, 1961, 1962, 1963 |
| Frankreich     | Grand Prix de Rouen-les-Essarts                           | Rouen-les-Essarts                     | 1954 |
| Großbritannien | Aintree 100                                               | Aintree                               | 1956 |
| Großbritannien | August Cup                                                | Crystal Palace                        | 1954 |
| Großbritannien | Avon Trophy                                               | Castle Combe Circuit                  | 1955 |
| Großbritannien | BARC Formula One Race                                     | Goodwood                              | 1954 |
| Großbritannien | BARC Aintree 200                                          | Aintree                               | 1956, 1958, 1959, 1961, 1962, 1963, 1964 |
| Großbritannien | British Empire Trophy                                     | Douglas (Straßenkurs)                 | 1950 |
| Großbritannien | BRDC International Trophy                                 | Silverstone                           | 1950, 1951, 1954, 1955, 1956, 1957, 1958, 1959, 1960, 1961, 1962, 1963, 1964, 1965, 1966, 1967, 1968, 1969, 1970, 1971, 1972, 1973, 1974, 1975, 1976, 1978 |
| Großbritannien | BRSCC Formula One Race                                    | Brands Hatch                          | 1956 |
| Großbritannien | Cornwall MRC Formula One Race                             | Davidstow Circuit                     | 1954 (zweimal) |
| Großbritannien | Crystal Palace Trophy                                     | Crystal Palace                        | 1954, 1962 |
| Großbritannien | Curtis Trophy                                             | Snetterton                            | 1954, 1955 |
| Großbritannien | Daily Mirror Trophy                                       | Snetterton                            | 1964 |
| Großbritannien | Daily Record Trophy                                       | Charterhall                           | 1955 |
| Großbritannien | Daily Telegraph Trophy                                    | Aintree                               | 1954, 1955 |
| Großbritannien | Glover Trophy / 1964: News of The World Trophy            | Goodwood                              | 1955, 1956, 1957, 1958, 1959, 1960, 1961, 1962, 1963, 1964                                                                                                 |
| Großbritannien | Goodwood Trophy                                           | Goodwood                              | 1950, 1951, 1954 |
| Großbritannien | Gunnar Nilsson Memorial Trophy                            | Donington                             | 1979 |
| Großbritannien | International 2000 Guineas                                | Mallory Park                          | 1962 |
| Großbritannien | International Gold Cup Oulton Park International Gold Cup | Oulton Park                           | 1954, 1955, 1959, 1960, 1961, 1962, 1963, 1966, 1967, 1968, 1969, 1970, 1971, 1972                                                                         |
| Großbritannien | Jersey Road Race                                          | Saint Helier Circuit                  | 1950 |
| Großbritannien | Joe Fry Memorial Cup                                      | Castle Combe Circuit                  | 1954 |
| Großbritannien | Lavant Cup                                                | Goodwood                              | 1954, 1962 |
| Großbritannien | Lewis-Evans Trophy                                        | Brands Hatch                          | 1961 |
| Großbritannien | Lombank Trophy                                            | Snetterton                            | 1960, 1961, 1962, 1963 |
| Großbritannien | London Trophy                                             | Crystal Palace                        | 1955, 1961 |
| Großbritannien | Nottingham Trophy                                         | Gamston                               | 1950 |
| Großbritannien | Race of Champions                                         | Brands Hatch                          | 1965, 1967, 1968, 1969, 1970, 1971, 1972, 1973, 1974, 1975, 1976, 1977, 1979, 1983                                                                         |
| Großbritannien | RedeX Trophy                                              | Snetterton                            | 1955 |
| Großbritannien | Richmond Trophy                                           | Goodwood                              | 1950, 1951 |
| Großbritannien | Rothmans 50.000                                           | Brands Hatch                          | 1972 |
| Großbritannien | Scottish Grand Prix                                       | Winfield Aerodrome                    | 1951 |
| Großbritannien | Sheffield Telegraph Trophy                                | Gamston                               | 1950 |
| Großbritannien | Silver City Trophy                                        | Snetterton                            | 1959, 1960 |
| Großbritannien | Spring Cup Spring Trophy                                  | Oulton Park                           | 1967, 1971 |
| Großbritannien | Sunday Mirror Trophy                                      | Goodwood                              | 1965 |
| Großbritannien | Sussex Trophy                                             | Goodwood                              | 1956 |
| Großbritannien | Ulster Grand Prix                                         | Dundrod Circuit                       | 1950, 1951 |
| Großbritannien | Vanwall Trophy                                            | Snetterton                            | 1956 |
| Großbritannien | World Championship Victory Race                           | Brands Hatch                          | 1971, 1972 |
| Italien        | Circuito di Pescara / Gran Premio di Pescara              | Circuito di Pescara                   | 1950, 1951, 1954 |
| Italien        | Coppa Italia                                              | Vallelunga                            | 1961 |
| Italien        | Gran Premio Dino Ferrari                                  | Imola                                 | 1979 |
| Italien        | Gran Premio Città di Imola                                | Imola                                 | 1963 |
| Italien        | Gran Premio del Mediterraneo                              | Enna-Pergusa                          | 1962, 1963, 1964, 1965 |
| Italien        | Gran Premio del Valentino                                 | Turin                                 | 1952, 1955 |
| Italien        | Gran Premio di Bari                                       | Circuito del Lungomare                | 1950, 1951, 1954 |
| Italien        | Gran Premio di Modena                                     | Modena                                | 1957, 1961 |
| Italien        | Gran Premio di Napoli                                     | Posillipo                             | 1956, 1957, 1961, 1962 |
| Italien        | Gran Premio di Roma                                       | Castelfusano                          | 1954 |
| Italien        | Gran Premio di Roma                                       | Vallelunga                            | 1963 |
| Italien        | Gran Premio di Siracusa                                   | Circuito di Siracusa                  | 1951, 1954, 1955, 1956, 1957, 1958, 1961, 1963, 1964, 1965, 1966, 1967                                                                                     |
| Italien        | Gran Premio Rebubblica Italiana                           | Vallelunga                            | 1972 |
| Marokko        | Großer Preis von Marokko                                  | Circuit d’Ain-Diab                    | 1957 |
| Mexiko         | Großer Preis von Mexiko                                   | Autódromo Hermanos Rodríguez          | 1962 |
| Niederlande    | Großer Preis der Niederlande                              | Zandvoort                             | 1950, 1951 |
| Österreich     | Flugplatzrennen                                           | Zeltweg                               | 1961 |
| Österreich     | Großer Preis von Österreich                               | Zeltweg                               | 1963 |
| Österreich     | Großer Preis von Wien                                     | Wien-Aspern                           | 1961 |
| Schweden       | Kanonloppet                                               | Karlskoga                             | 1961, 1962, 1963 |
| Schweiz        | Grand Prix des Nations                                    | Circuit des Nations                   | 1950 |
| Schweiz        | Großer Preis der Schweiz                                  | Circuit de Dijon-Prenois (Frankreich) | 1975 |
| Spanien        | Gran Premio de Penya Rhin                                 | Circuit de Pedralbes                  | 1950 |
| Spanien        | Gran Premio de Madrid                                     | Jarama                                | 1969 |
| Spanien        | Großer Preis von Spanien                                  | Jarama                                | 1967, 1980 |
| Südafrika      | Großer Preis von Südafrika                                | Kyalami                               | 1966, 1981 |
| USA            | Questor Grand Prix                                        | Ontario                               | 1971 |

1. ↑  Der Grande Prêmio da Cidade de Rio de Janeiro wurde in der Saison 1952 zweimal ausgetragen: Die erste Auflage fand am 20. Januar 1952 statt, die zweite am 14. Dezember 1952.
2. ↑  Das Cornwall MRC Formula One Race wurde in der Saison 1954 zweimal ausgetragen: erstmals am 7. Juni 1954 und zum zweiten Mal am 2. August 1954. Am 7. Juni 1954 fand am gleichen Ort außerdem ein Formel-2-Rennen statt.
3. 1 2  Ursprünglich ausgetragen als regulärer WM-Lauf, jedoch nachträglich annulliert (siehe auch Der FISA-FOCA-Krieg).